# Brainerd (Minnesota)
Pour les articles homonymes, voir Brainerd.
La ville de Brainerd est le siège du comté de Crow Wing, dans l’État du Minnesota, aux États-Unis. Sa population s’élevait à 13 590 habitants lors du recensement de 2010, estimée à 13 428 habitants en 2017.

## Géographie
Brainerd est située juste au nord du centre géographique du Minnesota dans une zone de moraine terminale assez vallonnée créée par l'inlandsis laurentidien.
Brainderd est traversée par le Mississippi, et la partie la plus ancienne de la ville est située à l'est du fleuve.

## Transports
Brainerd possède un aéroport (code AITA : BRD).

## À l'écran
Une grande partie de l'action du film Fargo, des frères Coen, a lieu à Brainerd. Frances McDormand y joue une policière qui enquête sur un triple meurtre.